# Benjamín Holt

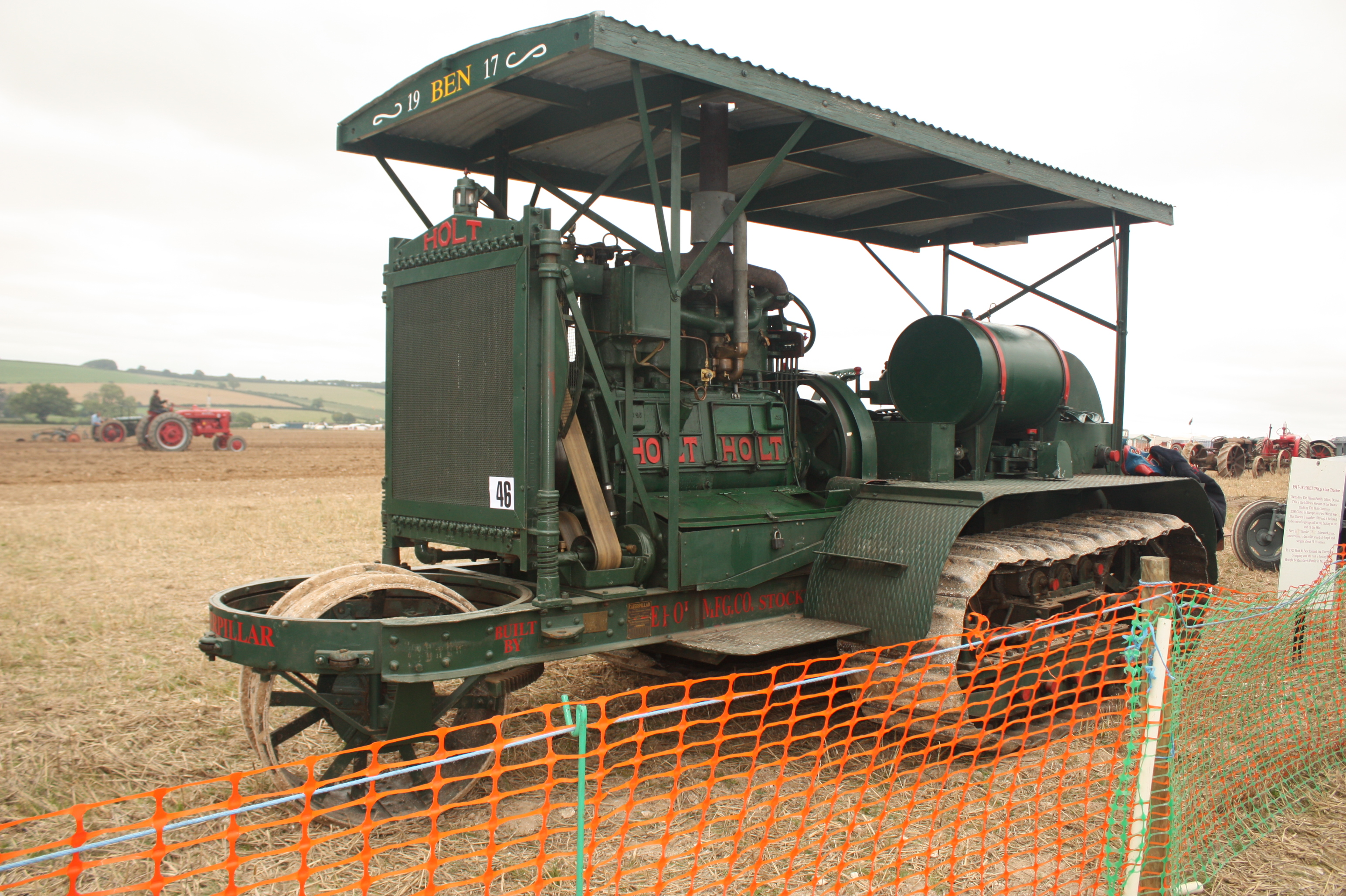
Holt 75 en 2008

Benjamin Leroy Holt (1 de enero de 1849 – 5 de diciembre de 1920) fue un inventor estadounidense que logró patentar y manufacturar el primer tractor de tracción continua. Este invento permitió ser usado para mejorar las técnicas de agricultura y la ingeniería de vehículos al distribuir el peso sobre una área importante y prevenir el desaste del vehículo.
Benjamín Holt fue un personaje singular quien pensaba que las máquinas innovadoras de su época eran facinantes. Pudo subirse a los inventos de aquella época, como el automóvil. Avión e incluso el Zeppelin